# Старогнатівка
Старогна́тівка (урум. Ґӱрджи, в минулому — Гнатівка) — село Мирненської селищної громади Волноваського району Донецької області, Україна. Населення становить 2100 осіб.

## Загальні відомості
Село розташоване на березі річки Дубівки. Відстань до райцентру становить 26 км і проходить переважно автошляхом Т 0512.
З 2020 року внаслідок Адміністративно-територіальної реформи увійшла до складу Мирненської селищної громади Волноваського району Донецької області.

## Населення
За даними перепису 2001 року населення села становило 2100 осіб, із них 3,95 % зазначили рідною мову українську, 89,48 % — російську, 6,29 % — грецьку та 0,05 % — вірменську мову.

## Історія
Засноване 1782 року переселенцями з кримських міст Бахчисарай і Карасубазар.
За даними на 1859 рік у казенному селі Гнатівка (Дубівка, Гурджи) Маріупольського грецького округу Олександрівського повіту Катеринославської губернії мешкало 2490 осіб (1340 чоловічої статі та 1150 — жіночої), налічувалося 420 дворових господарств, існувала православна церква.
Станом на 1886 рік у грецькій колонії Гнатівка, центрі Гнатівської волості Маріупольського повіту Катеринославської губернії, мешкало 3339 осіб, налічувалося 566 дворових господарств, були православна церква, школа, земська поштова станція, земська лікарня, 2 лавки та винний склад, відбувалися щорічні ярмарки.
За переписом 1897 року кількість мешканців зменшилась до 2904 осіб (1509 чоловічої статі та 1395 — жіночої), з яких 2882 — православної віри.
У 1908 році у грецькому поселенні Старогнатівка мешкало 3692 особи (1847 чоловічої статі та 1845 — жіночої), налічувалося 688 дворових господарства.

### Війна на сході України
21 серпня 2014-го бойовики здійснили артилерійський обстріл бойових позицій 17-ї танкової бригади підрозділу поблизу Старогнатівки, загинув старший лейтенант Лимарь Сергій Вікторович та солдат 27-го полку Олексій Вербицький.
24 вересня близько 18:35 зазнав смертельних поранень унаслідок спрацювання вибухового пристрою, встановленого невідомими особами на стежці, розташованій приблизно за 2 км північніше села Старогнатівка, коли слідував для виконання бойового завдання в секреті, старший солдат 72-ї ОМБр Михайло Козлов. 2 жовтня під час обстрілу терористами біля Старогнатівки загинули старші лейтенанти Роман Бевз та Олег Швець. 6 жовтня 2014 року в часі російсько-української війни внаслідок бойового зіткнення українських сил із диверсійно-розвідувальним підрозділом бойовиків поблизу села Старогнатівка один вояк загинув — Дмитро Пожарський, батальйон «Черкаси», семеро зазнали поранень різного ступеня важкості.
20 лютого 2015-го від кулі терориста-снайпера загинув солдат 72-ї бригади Ян Назаренко. 12 квітня при виконанні військового завдання загинув солдат 72-ї бригади Руслан Слободянюк — підірвався на розтяжці поблизу села Старогнатівка. 14 травня трагічно загинув поблизу Старогнатівки солдат 41-го батальйону Максим Грачов. 10 серпня 2015-го терористичні сили о 4-й ранку числом 400 осіб намагаються атакувати українські позиції, за підтримки обстрілів з артилерії, БТРів, танків. Терористичний напад було відкинуто. У намаганні розвинути успіх, українські сили зайняли панівні висоти та відкинули противника, завдавши терористам втрат у живій силі та техніці. Поранень зазнали семеро бійців 72-ї бригади. Артилерія 14-ї бригади ЗСУ в часі бою ліквідувала щонайменше 40 терористів. Старшина Віталій Савченко перебував на бойовому посту, під час чергування виявив ДРГ із шести терористів. Після цього швидко та грамотно зорганізував оборону посту під Старогнатівкою. В часі бою було вбито трьох терористів, двох з них — старшиною Савченком зі снайперської гвинтівки, позиції було утримано. З українських військових загинули добровольці ДУК: Андрій Бодяк, Василь Лавкай, Віталій Тіліженко-«Кекс», старший сержант 72-ї бригади Євген Ровний.
26 травня 2016-го поблизу населеного пункту Старогнатівка на міні підірвався БТР, поранень зазнали восьмеро бійців. 7 серпня військовики відбили напад ДРГ — після опівночі атакувала вогневі позиції опорних пунктів. 17 вересня 2015-го під Старогнатівкою на міні підірвався солдат 72-ї бригади Олександр Зінченко.
9 травня 2017-го вояки відбили атаку терористів — про її початок попередили собаки, яких бійці підгодовували 16 серпня 2017 року внаслідок обстрілу терористами із танка під Старогнатівкою зазнав поранення український вояк.
23 серпня 2018 року близько 2:00 під час ворожого обстрілу зі стрілецької зброї та великокаліберних кулеметів опорного пункту загинув старший лейтенант Георгій Ольховський, командир гірсько-штурмової роти 15-го окремого гірсько-піхотного батальйону (в/ч А1778, м. Ужгород) 128-ї окремої гірсько-штурмової бригади.
Зварич Петро Юрійович Загиб 30 січня Поблизу Старогнатівки під час виконання службових обов'язків.

## Пам'ятки
Поблизу села розташоване заповідне урочище Ліс на граніті.

## Відомі люди

### Народилися
- Віктор Борота — тренер Ілі Мате, пізніше автор збірок віршів російською та на урумському («Непреклонность», «От Прометева огня», «Созвездия скал»; «Комли дерев», «Хисмет») і оповідань («Галаман грядущий», «Гордиев узол»);
- Давидов Марк Тимофійович (1891—1957) — анархіст, надалі більшовик, учасник махновського руху;
- Ілля Мате — борець, олімпійський чемпіон;
- Ничкало Нелля Григорівна (нар 1939) — український педагог, доктор педагогічних наук (1985), професор (1987), академік Національної академії педагогічних наук України.
- Оліфіренко Світлана Миколаївна — педагог, відмінник освіти України.
- Христенко Федір Володимирович — Народний депутат України 9-го скликання від ОПЗЖ.